# Gala de l'Union des artistes
 (décembre 2017).
Si vous disposez d'ouvrages ou d'articles de référence ou si vous connaissez des sites web de qualité traitant du thème abordé ici, merci de compléter l'article en donnant les références utiles à sa vérifiabilité et en les liant à la section « Notes et références ».

## Union des artistes
L'Union des Artistes dramatiques et lyriques des théâtres français est créée le 11 mai 1917 par un groupe d'artistes réunis autour du comédien et chanteur d'opérette Félix Huguenet.
L'Union des Artistes est une association sans but lucratif, reconnue d'intérêt général, réunissant des artistes interprètes. Elle a pour objet de favoriser les rapports professionnels, culturels et sociaux entre toutes les catégories d’artistes interprètes et notamment au titre de l’entraide.
Elle exerce son activité d'entraide au travers de l'organisation du Gala de l'Union des artistes dit Gala de l'Union.
Les sommes recueillies sont confiées en gestion à l'Union sociale du spectacle (Groupe Audiens).

### Présidents successifs de l'Union des artistes
- 1917 : Félix Huguenet
- 1923 : Max Dearly
- 1925 : Harry Baur
- Jean Toulout
- Jean Darcante
- 1942 : Sacha Guitry
- 1955 : Gaby Morlay
- 1958 : Gérard Philipe

- 1966-1973 : Jean-Pierre Cassel
- 1974 : Jean Marais
- 1975-1993 : Claude Bessy
- 1994-2004 : Robert Sandrey
- 2005 : Arlette Téphany
- Pierre Santini
- 2005-2018 : Arlette Téphany
- 2018-2022 : Annie Balestra
- 2022- : Jean-Christophe Parquier

## Gala de l'Union des artistes
Le Gala de l'Union des artistes, communément connu comme Gala de l'Union, était un spectacle de cirque présenté une fois par an par des vedettes de la scène et de l'écran, créé en France en 1923 par le célèbre comédien Max Dearly.
Organisé par l'Union des artistes, et présenté pour la première fois le 3 mars 1923 au Nouveau Cirque de la rue Saint-Honoré à Paris (et plus tard, pour la plus grande part, au Cirque d'Hiver), il avait pour but d'aider les artistes dans le besoin, selon le principe que celles et ceux qui « sont dans la lumière » aident ceux et celles qui sont « dans l'ombre ».
Accès direct aux descriptifs des galas
| 1924         | 1925         | 1929         | 19308e gala             | 193210e gala | 193412e gala | 194818e gala | 194919e gala | 195020e gala | 195121e gala | 195323e gala |
| 195727e gala | 195828e gala | 195929e gala | 196030e gala            | 196131e gala | 196232e gala | 196333e gala | 196434e gala | 196535e gala | 196636e gala |              |
| 196937e gala | 197037e gala | 197138e gala | 197239e gala            | 197340e gala | 197441e gala | 197542e gala | 197643e gala | 197744e gala | 197845e gala |              |
| 197946e gala | 198047e gala | 198148e gala | 1982 à 2009Pas de galas | 201049e gala | 201150e gala | 201251e gala | 201352e gala | 201653e gala | X            |              |
| X            | X            |              |                         |              |              |              |              |              |              |              |

### 1924:2egala
La 2e édition du Gala a eu lieu le 1er mars au Nouveau-Cirque avec Max Dearly (M. Loyal), Michel Simon (clown), Huguette Duflos, Denis d'Inès, Georges Dorival, Jeanne Saint-Bonnet (haute-école), Rip, Dolly Sisters, Maud Loty (dressage), Victor Boucher, Jeanne Provost, Sacha Guitry, Aimé Simon-Girard, Simone Dulac.

### 1925:3egala
La 3e édition du Gala a eu lieu le 7 mars au Nouveau-Cirque avec Raimu (M. Loyal),.
Participants
- Arletty
- Suzanne de Behr
- Simone Dulac
- Denise Grey
- Mistinguett
- Marcelle Praince
- Spinelly
- Yvonne Vallée
- Robert Arnoux
- Victor Boucher
- Albert Brasseur
- Maurice Chevalier
- Georges Dorival
- Dranem
- Saturnin Fabre
- Gabaroche
- Adrien Lamy
- Max Linder (barre fixe)

### 1926:4egala
La 4e édition du Gala a eu lieu le 6 mars 1926

### 1927:5egala
La 5e édition du Gala a eu lieu le 5 mars 1927au Cirque d'Hiver sous le haut patronage du Président de la République Gaston Doumergue.

### 1928:6egala
La 6e édition du Gala a eu lieu le 6 mars 1928

### 1929:7egala
La 7e édition du Gala a eu lieu le 2 mars 1929 avec Claude Dauphin et Pierre Brasseur les bateleurs d'un soir. On applaudit Suzy Solidor et son singe, Maurice Chevalier, en dresseur de chameau.

### 1930:8egala
La 8e édition du Gala a eu lieu le 1er mars 1930 au Cirque d'Hiver, les costumes portés par les artistes étaient de Madame Rasimi.

### 1931:9egala
La 9e édition du Gala a eu lieu le 7 mars 1931 au Cirque d'Hiver avec Victor Francen (M. Loyal), Gaby Morlay, Maurice Escande

### 1932:10egala
La 10e édition du Gala a eu lieu le 5 mars 1932 au Cirque d'Hiver avec Léon Bernard (M. Loyal)
Participants
- Robert Quinault (cycliste)
- Adrien Lamy (cycliste)
- Jacques Maury
- Simone Dulac
- Louis Jouvet (magicien)
- Mauricet
- Orane Demazis (jongleuse)
- Suzy Vernon
- Michel Simon (casseur d'assiettes)
- Serge Lifar
- Aimé Simon-Girard (acrobate)
- Viviane Gosset (gymnaste)
- Cloé Vidiane (gymnaste)
- Suzanne Dantès (trapèze)
- José Noguero (trapèze)[8]
- Germaine Mitty (numéro cycliste)[9].

### 1933:11egala
La 11e édition du Gala a eu lieu le 4 mars 1933

### 1934:12egala
La 12e édition du Gala a lieu le 3 mars 1934 au Cirque d'Hiver de Paris

### 1935:13egala
La 13e édition du Gala a eu lieu le 2 mars 1935

### 1936:14egala
La 14e édition du Gala a eu lieu le 7 mars 1936

### 1937:15egala
La 15e édition du Gala a eu lieu le 6 mars 1937

### 1938:16egala
La 16e édition du Gala a eu lieu le 5 mars 1938 au Cirque d'Hiver de Paris.

### 1939:17egala
La 17e édition du Gala a eu lieu le 4 mars 1939 au Cirque d'Hiver.

Pas de Gala officiel de 1940 à 1947
A noter qu'en 1942, un Gala de l’Union des Artistes eu eu lieu au Lido de Paris, le 4 juillet 1942, durant la période de l'Occupation allemande. Ce gala, au profit du Secours National et de l’Union des Artistes, était placé sous la présidence effective de Sacha Guitry

### 1948:18egala
La 18e édition a eu lieu le 10 avril 1948 au Cirque d'Hiver. Renouant avec la tradition pour la première fois depuis la guerre, le gala a connu un très grand et très mérité succès  avec André Luguet (Mr Loyal), avec Jean-Louis Barrault (mime), Claude Dauphin, Dany Robin et Georges Marchal (voltigeurs), Gérard Philippe et Micheline Presle (danseurs), Bourvil.

### 1949:19egala
La 19e édition a eu lieu le 2 avril 1949 au Cirque d'Hiver avec Gérard Philippe (clown), Dominique Blanchar (chiens-loups funambules), Fernand Gravey, Jean-Louis Barrault et Madeleine Renaud, Sophie Desmarets et Claude Dauphin dans un numéro d’illusionnisme ,

### 1950:20egala
La 20e édition a eu lieu le 25 mars 1950 au Cirque d'Hiver avec Pierre Brasseur (Mr Loyal). Participants : Maurice Chevalier, Colette Richard, Marie Daems et François Périer (dressage de chiens), Josette Day (dressage de chevaux), Cécile Aubry, Brigitte Auber, Nicole Courcel, Bernard Blier et Jean Marais dans un numéro d'équilibre sur un empilement de tables.

### 1951:21egala
La 21e édition a lieu  le 24 février 1951 au Cirque d'Hiver .

### 1952:22egala
La 22e édition a eu lieu le 23 février 1952 au Cirque d'Hiver, avec Pierre Fresnay (Mr Loyal).
Participants :
- Dany Robin,
- Micheline Presle,
- Jean Marais accomplit, en toge, un numéro d'acrobaties debout sur deux chevaux.

Mais le plus grand, le plus juste triomphe, c'est Brigitte Auber et son partenaire Gil Delamare. Suspendue dans le vide à huit mètres du sol, la comédienne fut un quart d'heure durant l'émotion du public ; et quand elle dégagea enfin son corps du trapèze accroché à une barre oscillante ce fut une joyeuse explosion.

### 1953:23egala
La 23e édition a eu lieu le 26 février au Cirque d'Hiver de Paris. Participation d' Annie Cordy, en dompteuse d'ours, de Nicole Courcel et Pierre Thibaud au trapèze et de Kirk Douglas (jonglage).

### 1954:24egala
La 24e édition a eu lieu le 27 février 1954 au Cirque d'Hiver de Paris avec Jacques Dumesnil (mr loyal), Robert Hirsch (corde lisse), Fernand Gravey (récital équestre), Anne Vernon (chiens savants), Isa Miranda (phoques), Suzy Delair (perruches), Jean Richard (éléphants), Denise Grey (voyante), Cécile Aubry (danseuse acrobatique), Jean Davy et Véra Korène (écuyers), Gérad Séty (homme caoutchouc) et Bourvil et Guétary (marchands de quatre-saisons).

### 1955:25egala
La 25e édition a eu lieu le 26 février 1955 avec Madeleine Renaud Mme Loyal et avec Paul Meurice, Edwige Feuillère, Maurice Chevalier (en clown).

### 1956:26egala
La 26e édition a eu lieu le 3 mars 1956 au Cirque d'Hiver, sous la présidence de Gaby Morlayet Pierre Dux (Monsieur Loyal) avec Jean Richard, Arlette Poirier, Nadia Gray, Tino Rossi, Michel Simon, Suzanne Flon, André Claveau et un numéro à trois de Jean Marais, Ludmilla Tcherina et Gabrielle Dorziat .

### 1957:27egala
La 27e édition du gala a lieu le 2 mars 1957,, au Cirque d'Hiver Bouglione, présidé par Madame Gaby Morlay, président du Syndicat national des acteurs, Union des artistes. Gaby Sylvia et Jacques François réalisèrent des exercices d'acrobatie sur trapèze et Colette Duval au tremplin élastique, Ingrid Bergman se transforma en magicienne, et le clou du spectacle, Jean Marais accomplit des acrobaties dangereuses au sommet d'un très haut réverbère. Dans le programme de la soirée, l'intitulé de la performance de Jean Marais était : "Je vais vous voir de haut" (14 mètres). Le tirage de la tombola était assuré par Brigitte Bardot.

### 1958:28egala
La 28e édition du gala a eu lieu le 8 mars 1958, au Cirque d'Hiver de Paris. Brigitte Auber effectua un difficile numéro de trapèze et Jean Marais, dans uniforme bleu de Monsieur Loyal, dirigea à un numéro de dressage de douze chevaux de l'écurie Bouglione, ainsi que Roger Pierre et Jean-Marc Thibault, les Frères Jacques et Paul Meurice,.

### 1959:29egala
La 29e éditiondu gala a eu lieu le 9 mars 1959 au Cirque d'Hiver de Paris avec Fernand Gravey (Mr Loyal).
Participants
- Annie Cordy et Jean Danet réalisèrent une prouesse dans une numéro acrobatique de bicyclette, dans un numéro hilarant,
- Jacques Charon et Robert Hirsch parodièrent Le Lac des cygnes,
- Marie-José Nat au trapèze,
- Gilbert Bécaud,
- Maurice Baquet,
- Pascale Audret en ravissante amazone dresseuse d'éléphants,
- Alain Delon sur une chaise à la barre,
- Mylène Demengeot,
- Raymond Devos en jongleur burlesque,
- Claude Bessy transformée en femme-serpent.

### 1960:30egala
La 30e édition du gala a eu lieu le 4 mars 1960 au Cirque d'Hiver Bouglione, présidée par Madame Joséphine Baker. La tribune officielle était présidée par Madame Max Dearly, épouse du créateur du gala en 1923.

### 1961:31egala
La 31e édition du gala a eu lieu le 3 mars 1961 au Cirque d'Hiver Bouglione de Paris, présidée par Michel Etcheverry.
Participants
- Brigitte Auber en écuyère
- Marie-José Nat
- Jean-Pierre Cassel et Françoise Dorléac dans un numéro de trapèze
- Marie Daems en équilibriste
- Joséphine Baker en dresseuse d'éléphants

### 1962:32egala
La 32e édition du gala a eu lieu le 10 mars 1962 au Cirque d'Hiver Bouglione de Paris, présidée par François Périer.
Participants
- Jean-Pierre Aumont
- Brigitte Bardot
- Françoise Dorléac
- Sami Frey
- Roger Hanin : trapèze
- Robert Hossein
- Jean Marais

### 1963:33egala
La 33e édition du gala a eu lieu le 8 mars 1963 au Cirque d'Hiver Bouglione. Son président était Robert Dhéry. Jean-Paul Belmondo fit un  numéro d'acrobaties sur moto et réalisa le saut de la mort. Louis de Funès présenta un numéro d'otaries.
Le programme contenait une dédicace de Jean Cocteau.

### 1964:34egala
La 34e édition du gala a eu lieu le 6 mars 1964 au Cirque d'Hiver Bouglione, présidée par Jacques Charon, sociétaire de la Comédie française, et Jean-Paul Belmondo, président du Syndicat français des acteurs. Participations de Johnny Hallyday (exercice à cheval) et de Jean-Claude Drouot au trapèze. Le programme 1964 contenait de magnifiques pages dont la dédicace signée par Jean Cocteau.

### 1965:35egala
La 35e édition du gala a eu lieu le 15 mars 1965, à Paris au Cirque d'Hiver Bouglione, présidée par Jacques Charon, sociétaire de la Comédie française.

### 1966:36egala
La 36e édition du gala a eu lieu le 21 mars 1966, présidée par Henri Garcin. Pour la première fois le gala fut diffusé en direct le lundi 21 mars 1966 par la télévision sur la première chaine de l'ORTF depuis le palais Garnier, opéra de Paris.
Participants
- Gilbert Bécaud
- Serge Gainsbourg
- Valérie Lagrange
- Mireille Mathieu
- Régine
- Charles Trenet.

À noter le numéro de Barbara qui, allongée sur scène, joua d'un doigt sur un petit piano blanc Yesterday des Beatles en étant accompagnée d'un chœur en robe de bure. Barbara portait une tenue noir et blanc créée par Pierre Cardin.
En 1967 et 1968 pas de Gala

### 1969:37egala
La 37e édition du gala a eu lieu le 25 avril 1969. Robert Dhéry était le producteur, Dominique Perrin et Pierre Tchernia étaient les organisateurs et Pierre Tchernia le présentateur de la soirée. La présidence était assurée par Jean-Pierre Cassel et Maria Callas.
Participants
Par ordre alphabétique :
- Marcel Achard
- Franz Althoff
- Antoine
- Philippe Avron
- Claude Bessy
- Bernard Blier
- Jean-Claude Brialy
- Colette Brosset
- Gérard Calvi
- Claude Carliez
- Jean-Pierre Cassel
- Maurice Chevalier
- Nicole Courcel
- Nicole Croisille
- Louis de Funès
- Vittorio De Sica
- Mylène Demongeot
- Raymond Devos
- Michel Etcheverry
- Françoise Fabian
- Henri Garcin
- Raymond Gérôme
- Jean Lefebvre
- Jacques Legras
- Jean Marais
- Mady Mesplé
- Nicoletta
- Pipo
- Jean Poiret
- Micheline Presle
- Régine
- Jean Richard
- Tino Rossi
- Michel Serrault

### 1970:37egala
La 37e édition du gala a eu lieu le 17 avril 1970, sous la présidence de Brigitte Bardot. A noter que par erreur le gala portait la même numérotation que l'année précédente.

### 1971:38egala
La 38e édition du gala a eu lieu le 23 avril 1971 avec Marcello Mastroianni, Catherine Deneuve, Ugo Tognazzi, Michel Piccoli et Philippe Noiret.

### 1972:39egala
La 39e édition du gala a eu lieu le  28 avril 1972 à Paris au Cirque d'Hiver Bouglione, présidée par Jerry Lewis. Marcello Mastroianni (Mr Loyal) a présenté un numéro de dressage de chevaux, Jean-Pierre Cassel et Jane Birkin un numéro d'otaries.

### 1973:40egala
La 40e édition du gala a eu lieu le 4 mai 1973 présidée par Maria Callas et Jean-Pierre Cassel et présentée par Dominique Perrin.
Participants
- Annie Cordy
- Vittorio De Sica
- Aldo Maccione
- Omar Sharif
- Marcel Amont
- Raf Vallone
- Jacques Duby
- Isabelle Duby
- Catherine Deneuve
- Marion Game
- Michel Piccoli
- Claude Jade
- Jacques Martin
- Robert Quibel
- Jean Baitzouroff
- Puck Adams
- Michel Le Royer
- Juliette Gréco
- Michel Serrault
- Jacques Legras
- Maurice Baquet
- Dani
- Gigliola Cinquetti
- Hugues Aufray
- Marie Aufray
- Anny Duperey
- Sergio Leone
- Stéphane Audran
- Francis Perrin
- Jane Birkin

### 1974:41egala
La 41e édition du gala a eu lieu le 21 juin 1974, présentée par Jean-Claude Brialy et présidée par Jacques Tati et Jean Marais
Participants
- Michel Sardou
- Sylvie Vartan
- Jacqueline Maillan
- Jean Marais
- Isabelle Adjani
- Catherine Deneuve
- Marcello Mastroianni
- Alain Delon
- Mireille Darc
- Michel Simon
- Joséphine Baker
- Michel Serrault
- Lino Ventura
- Marie Laforêt
- Rudolf Noureev
- Madeleine Renaud
- Jean Louis Barrault
- Louis Seigner
- Nicole Calfan
- Georges Descrières

### 1975:42egala
La 42e édition du gala a eu lieu le 23 mars 1975 à minuit à Paris au Champ de Mars Tour Eiffel, placé sous le signe du bicentenaire de l'Indépendance américaine, présidé par Jean-Claude Brialy avec Louis Jourdan (Mr Loyal) et Jane Birkin présentant un numéro avec éléphants. 

### 1978:45egala
La 45e édition du gala a eu lieu le 2 juin 1978 à Paris au Cirque d'Hiver Bouglione, présidée par Jean Rochefort

### 1979:46egala
La 46e édition du gala a eu lieu le 4 mai 1979 à Paris au Cirque d'Hiver Bouglione, présidée par Jacques Martin

### 1980:47egala
La  47e édition du gala a eu lieu le 18 avril 1980.
Jacques Fabbri était le président du 47e gala ayant pour thème la fête des fous de Rome.
Participants
- Annie Cordy, chanteuse et madame Loyale,
- Isabelle Huppert, comédienne.

### 1981:48egala
La 48e édition du gala a eu lieu le 21 mars 1981, sous le chapiteau de l'Hippodrome Jean Richard, et présidée par Georges Lautner

### 2010:49egala
La 49e édition du gala a eu lieu le 29 mars 2010, sous le chapiteau du Cirque d'Hiver de Paris. Elle a été diffusée le jeudi 22 décembre 2010 sur France 2. Le retour du Gala de l'Union des artistes n'aurait pas eu lieu sans le soutien actif d'Audiens, de l'Adami et de France Télévisions.
Participants
- Monsieur Loyal : Sergio
- Jean-Claude Dreyfus
- Michel Leeb

### 2011:50egala
La 50e édition du gala a eu lieu le 21 novembre 2011, sous le chapiteau du Cirque d'Alexis Gruss, sur la pelouse de Saint-Cloud. Elle a été diffusée le jeudi 22 décembre 2011 sur France 2. L'évènement était présenté par les comédiennes Catherine Jacob, Claudia Cardinale et Anna Mouglalis.
Participants
- Nubia Esteban
- Bernard Lavilliers
- Estelle Lefébure
- Helena Noguerra

### 2012:51egala
La 51e édition du gala a eu lieu le 12 novembre 2012, sous la présidence de Catherine Deneuve et Michel Blanc, avec l'aide du Cirque national Alexis Grüss. Elle a été diffusée le jeudi 3 janvier 2013 sur la chaîne de télévision France 2. Gérard Jugnot était le Monsieur Loyal.
Participants
Par ordre alphabétique :
- Armelle : poules savantes
- Bénabar : participation musicale
- Dominique Besnehard : tir sur cible
- Biyouna : magie
- Michel Boujenah : dressage de puces
- Carole Bouquet : tir sur cible
- Circus : participation musicale
- François Constantin : percussions
- Pascal Elbé : dressage de puces
- Isabelle Funaro : pendulaire
- Garnier et Sentou : main à main
- Marie Gillain : trapèze mobile
- Paulo Goude : beatbox
- Anne Gravoin : participation musicale
- Saïda Jawad : dressage équestre
- Jenifer : mât pendulaire
- Camélia Jordana : participation musicale
- Arthur Jugnot : funambulisme
- Kad et Olivier : magie
- Axelle Laffont : pendulaire
- Louise Monot : trapèze
- Jean-Paul Rouve : dressage (tigres)
- Rufus et Basile : roue cyr
- Tal : pendulaire
- Tomer Sisley : bascule hongroise

### 2013:52egala
La 52e édition du gala a eu lieu le 18 novembre 2013 au Cirque d'Hiver de Paris. Présidée par Nathalie Baye et Benoît Poelvoorde et mise en scène par Isabelle Nanty, elle a été diffusée le jeudi 2 janvier 2014 sur la chaîne de télévision France 2.
Cette 52e édition fut l'occasion de rendre un hommage appuyé à Robert Sandrey, Président de l’Union des Artistes de 1998 à 2004 à l'origine de la reprise en 2010 du gala de l'Union des artistes.
Participants
Avec l'aide du Cirque Joseph Bouglione :
- Monsieur Loyal : Élie Semoun

Et par ordre alphabétique :
- Maurice Barthélemy : la roue allemande
- Stella Belmondo : numéro équestre
- Bénabar : le mât pendulaire
- Mélanie Bernier : trapèze cadre
- Stéfi Celma : le cerceau
- les Chiche Capon : jazz
- Jérôme Commandeur : il s'improvise spécialiste du mât chinois
- Audrey Fleurot et Dominic Bridge : tango torride
- Élodie Frégé : accompagnement musical
- Marina Hands : à cheval.
- Virginie Hocq : les échasses
- Kamel le Magicien : différents tours de magie
- Atmen Kelif et les fils Monkey : percussions
- Renan Luce : accompagnement musical
- Malika Ménard et Kev Adams : le dompteur d'ours
- Pierre Palmade et Max Boublil : le dompteur et son tigre
- Florent Peyre et Sabrina Ouazani : le trampoline et le tissu
- Sophie-Tith : accompagnement musical
- Zazie et Ours : en compagnie d'une vache ils chantent « Une jolie fleur » de Georges Brassens
- Dorel Brouzeng, Romuald Brizolier, Jann Gallois et Céline Lefèvre : le hip-hop des clowns
- Stella, Rosalie, Lalou, Eliott, Benjamin et Gabriel : la pêche aux étoiles

### 2016:53egala
La 53e édition du gala a eu lieu le 13 juin 2016 au Cirque d'Hiver de Paris. Présidée par Claude Lelouch et présentée par Marianne James et mise en scène par Claude Lelouch, elle a été diffusée à la fin de l'année 2016 sur la chaîne de télévision France 2.
Participants
- Monsieur Loyal : Marianne James

Et par ordre alphabétique :
- Alizée
- Anggun
- Tina Arena
- Artus
- David Bàn
- Olivier Dion
- Marianne James
- Laurent Gamelon
- Baptiste Giabiconi
- Michaël Gregorio
- Fauve Hautot
- Chantal Ladesou
- Martin Lamotte
- Grégoire Lyonnet
- Alex Lutz
- Ophélie Meunier
- Patrick Poivre d'Arvor
- Philippe Bas
- Bruno Putzulu
- Anne Roumanoff
- Damien Sargue
- Sheila
- Caroline Vigneaux
- Isabelle Vitari
- Brahim Zaibat

## Publication
2006 - Photographies de Daniel Lebée, Gala de l'Union des Artistes. Ouvrage publié à l'occasion de l'exposition "Le Gala de l'Union des artistes, 1971-1975", présentée à Paris au musée Carnavalet du 25 janvier au 25 juin 2006.